# Coupe du Portugal de football 1994-1995
Navigation
1993-1994 1995-1996

La Coupe du Portugal de football 1994-1995 est la 55e édition de la Coupe du Portugal de football, considéré comme le deuxième trophée national le plus important derrière le championnat. 
La finale est jouée le 10 juin 1995, à l'Estádio Nacional do Jamor, entre le Sporting Clube de Portugal et le CS Marítimo. Le Sporting CP remporte son douzième trophée en battant le CS Marítimo  2 à 0, et se qualifie pour la Coupe d'Europe des vainqueurs de coupe de football 1995-1996.

## Finale
| 10 juin 1995 | Sporting Clube de Portugal | 2 - 0   | CS Marítimo | Estádio Nacional do Jamor         |                                   |
|              |                            | (1 - 0) |             | Arbitrage : Joaquim Bento Marques | Arbitrage : Joaquim Bento Marques |
|              | Feuille de match           |         |             | Arbitrage : Joaquim Bento Marques | Arbitrage : Joaquim Bento Marques |